# Scytodes becki
Scytodes becki är en spindelart som beskrevs av Cristina A. Rheims och Antonio D. Brescovit 200. Scytodes becki ingår i släktet Scytodes och familjen spottspindlar. Inga underarter finns listade i Catalogue of Life.